# Hawker Tornado
Ne doit pas être confondu avec Panavia Tornado.
Le Hawker Tornado était un prototype d’avion militaire de la Seconde Guerre mondiale réalisé au Royaume-Uni par Hawker. Ce chasseur monoplace devait être le successeur du Hawker Hurricane. Cependant, la production en série du Tornado fut annulée, lorsqu'on découvrit que le moteur qui devait le propulser, le Rolls-Royce Vulture, n’était pas fiable. Un projet développé en parallèle avec la même cellule et un moteur Napier Sabre entra en service sous le nom de Hawker Typhoon.

## Origine
En 1937, lors de la production en série du Hawker Hurricane, appelé à devenir l'un des principaux chasseurs du début de la seconde guerre mondiale, Hawker commence à travailler sur son successeur, dans un contexte de progrès très rapides des technologies aéronautiques et d'escalade militaire en Europe. C'est le constructeur qui a pris l'initiative de proposer un nouveau projet à la Royal Air Force. La demande pour un nouveau chasseur est formalisée en 1938 avec la spécification F.18/37 du ministère de l'Air. Outre Hawker, les constructeurs Gloster, Supermarine et Bristol soumettent des propositions. Ces projets font appel aux nouveaux moteurs très puissants en développement au Royaume-Uni : Napier Sabre, Rolls-Royce Vulture et Bristol Centaurus. C'est Hawker qui est financé pour réaliser deux projets, le Tornado utilisant le Vulture et le Typhoon avec le Sabre.

## Conception
Les deux avions se distinguent par le moteur, et des changements en résultent sur le capot et le radiateur, le fait de donner deux noms différents à des appareils se distinguant uniquement par le moteur est d'ailleurs inhabituel. Visuellement, la principale différence est la présence, sur le Tornado, de deux rangées de lignes d'échappement de chaque côté du capot, conséquence de l'agencement du moteur, qui est un "X-24" (24 cylindres en quatre rangées, formant un X autour d'un vilebrequin unique). Pour le reste, la cellule est identique à celle du Typhoon, et, bien que l'avion soit un peu plus massif, sa conception est une évolution logique de celle du Hurricane. Alors que sur le Hurricane, l'arrière du fuselage est toilé, les Tornado/Typhoon sont presque entièrement métalliques. L'armement est lourd, avec douze mitrailleuses mitrailleuses de 7,7 mm (8 sur le hurricane).

## Essais et abandon
Le Tornado effectue son premier vol le 6 octobre 1940, cinq mois avant son jumeau. Rapidement, l'avion se montre instable en vol, conséquence du flux d'air perturbé par le radiateur ventral, qui a été simplement agrandi par rapport à celui du Hurricane. Il est déplacé vers le nez de l'avion, sous le moyeu de l'hélice (une disposition identique à celle du Typhoon). Le modèle continue ses essais au cours de l'année 1941. Quatre prototypes sont réalisés. Le Rolls Royce Vulture souffre de problèmes récurrents, notamment en matière de refroidissement. Ces problèmes auraient sans doute pu être résolus, mais le Vulture perd tout intérêt quand le Merlin, bien plus léger, est amélioré jusqu'à offrir les mêmes niveaux de puissances. Il est décidé en septembre 1941 d'abandonner le programme Vulture, ce qui entraine aussi la fin du Tornado.
C'est donc finalement le Typhoon qui est retenu pour la production en série, et s'impose comme l'un des meilleurs chasseurs de la fin du conflit, une fois le Sabre (lui aussi très problématique pendant les essais) fiabilisé. L'un des tornados est modifié fin 1941 pour recevoir un moteur Centaurus, dans le cadre du développement du Tempest II. 